# Anue
Anue là một đô thị trong tỉnh và cộng đồng tự trị Navarre, Tây Ban Nha. Đô thị này có diện tích là 61,48 ki-lô-mét vuông, dân số năm 2007 là 390 người.
Đô thị nằm ở độ cao 542 m trên mực nước biển.

## Biến động dân số
| Biến động dân số                                     | Biến động dân số | Biến động dân số | Biến động dân số | Biến động dân số | Biến động dân số | Biến động dân số | Biến động dân số | Biến động dân số | Biến động dân số | Biến động dân số |
| 1996                                                 | 1998             | 1999             | 2000             | 2001             | 2002             | 2003             | 2004             | 2005             | 2006             | 2007             |
| ---------------------------------------------------- | ---------------- | ---------------- | ---------------- | ---------------- | ---------------- | ---------------- | ---------------- | ---------------- | ---------------- | ---------------- |
| 449                                                  | 431              | 433              | 419              | 414              | 419              | 405              | 411              | 402              | 388              | 390              |
| Sources: Anue et instituto de estadística de navarra |                  |                  |                  |                  |                  |                  |                  |                  |                  |                  |